# Renaud Dion
Renaud Dion (Gien, Francia, 6 de enero de 1978) es un ciclista francés que debutó como profesional en la temporada 2004 con el equipo R.A.G.T. Semences.

## Palmarés
2003
- 1 etapa de la Boucles de la Mayenne

2006
- Le Samyn

2011
- Route Adélie[1]

## Resultados en Grandes Vueltas
| Carrera | Carrera         | 2004 | 2005 | 2006  | 2007 | 2008  | 2009 | 2010 | 2011 | 2012 | 2013 |
| ------- | --------------- | ---- | ---- | ----- | ---- | ----- | ---- | ---- | ---- | ---- | ---- |
|         | Giro de Italia  | ―    | ―    | 104.º | ―    | ―     | 81.º | ―    | ―    | ―    | ―    |
|         | Tour de Francia | ―    | ―    | ―     | ―    | ―     | ―    | ―    | ―    | ―    | ―    |
|         | Vuelta a España | ―    | ―    | ―     | 78.º | 113.º | ―    | ―    | ―    | ―    | ―    |

―: no participa
Ab.: abandono

## Equipos
- R.A.G.T. Semences (2004-2005)
  - R.A.G.T. Sémences-MG Rover (2004)
  - R.A.G.T. Sémences (2005)
- Ag2r (2006-2009)
  - Ag2r Prévoyance (2006-2007)
  - Ag2r La Mondiale (2008-2009)
- Roubaix Lille Métropole (2010)
- Bretagne (2011-2013)
  - Bretagne-Schuller (2011-2012)
  - Bretagne-Séché Environnement (2013)